# Symphonie no 6 de Glazounov
Pour les articles homonymes, voir Symphonie no 6.
La Symphonie no 6 opus 58 en ut mineur est une symphonie du compositeur russe Alexandre Glazounov. Composée en 1896, elle comporte quatre mouvements. Le pianiste et compositeur russe Sergueï Rachmaninov en a fait une transcription pour deux pianos.

## Analyse de l'œuvre
1. Adagio - Allegro passionato
2. Andante
3. Scherzo allegretto
4. Moderato maestoso

## Instrumentation
- un piccolo, deux flûtes, deux hautbois, deux clarinettes, deux bassons, quatre cors, trois trompettes, trois trombones, un tuba, timbales, batterie, cordes.
- Durée d'exécution : trente six minutes.